# Campionati europei di pattinaggio di figura 2014
I Campionati europei di pattinaggio di figura 2014 sono stati la 106ª edizione della competizione di pattinaggio di figura, valida per la stagione 2013-2014. Si sono svolti dal 13 al 19 gennaio 2014 al SYMA di Budapest (Ungheria). In programma le gare di singolo maschile e femminile, coppie e danza su ghiaccio. Erano ammessi i pattinatori nati entro il 1º luglio 1998, provenienti da una nazione europea membro della International Skating Union.

## Partecipanti
Le nazioni partecipanti sono state 33. Ognuna aveva a disposizione da uno a tre posti per ogni disciplina, in base ai risultati dell'edizione 2013. Di seguito le nazioni con più di un posto a disposizione.
| Posti | Uomini                                   | Donne                   | Coppia                         | Danza                                      |
| ----- | ---------------------------------------- | ----------------------- | ------------------------------ | ------------------------------------------ |
| 3     | Russia Francia                           | Italia Russia Svezia    | Germania Russia Italia Francia | Russia Italia                              |
| 2     | Rep. Ceca Austria Svezia Germania Spagna | Spagna Germania Francia | Gran Bretagna                  | Gran Bretagna Germania Azerbaigian Francia |

## Medagliere
| Pos.   | Paese         | Oro | Argento | Bronzo | Totale |
| ------ | ------------- | --- | ------- | ------ | ------ |
| 1      | Russia        | 2   | 4       | 2      | 8      |
| 2      | Italia        | 1   | 0       | 1      | 2      |
| 3      | Spagna        | 1   | 0       | 0      | 1      |
| 4      | Gran Bretagna | 0   | 0       | 1      | 1      |
| Totale | Totale        | 4   | 4       | 4      | 12     |

## Risultati

### Singolo maschile
| Pos.                              | Nome                     | Nazione       | Totale | PC    | PL     |
| --------------------------------- | ------------------------ | ------------- | ------ | ----- | ------ |
| Oro                               | Javier Fernández         | Spagna        | 267,11 | 91,56 | 175,55 |
| Argento                           | Sergej Voronov           | Russia        | 252,55 | 85,51 | 167,04 |
| Bronzo                            | Konstantin Men'šov       | Russia        | 237,24 | 72,12 | 165,12 |
| 4                                 | Michal Březina           | Rep. Ceca     | 236,98 | 82,80 | 154,18 |
| 5                                 | Maksim Kovtun            | Russia        | 232,37 | 83,15 | 149,22 |
| 6                                 | Peter Liebers            | Germania      | 225,76 | 77,42 | 148,34 |
| 7                                 | Tomáš Verner             | Rep. Ceca     | 223,66 | 83,51 | 140,15 |
| 8                                 | Brian Joubert            | Francia       | 221,95 | 73,29 | 148,66 |
| 9                                 | Jorik Hendrickx          | Belgio        | 205,92 | 73,21 | 132,71 |
| 10                                | Oleksij Byčenko          | Israele       | 203,76 | 68,68 | 135,08 |
| 11                                | Alexander Majorov        | Svezia        | 202,47 | 79,62 | 122,85 |
| 12                                | Chafik Besseghier        | Francia       | 198,07 | 70,85 | 127,22 |
| 13                                | Florent Amodio           | Francia       | 190,13 | 78,60 | 111,53 |
| 14                                | Viktor Pfeifer           | Austria       | 189,06 | 60,89 | 128,17 |
| 15                                | Franz Streubel           | Germania      | 182,21 | 59,96 | 122,25 |
| 16                                | Kim Lucine               | Monaco        | 179,89 | 60,00 | 119,89 |
| 17                                | Stephane Walker          | Svizzera      | 179,52 | 60,54 | 118,98 |
| 18                                | Javier Raya              | Spagna        | 179,37 | 57,13 | 122,24 |
| 19                                | Maciej Cieplucha         | Polonia       | 179,06 | 65,84 | 113,22 |
| 20                                | Pavel Ihnacenka          | Bielorussia   | 172,08 | 55,99 | 116,09 |
| 21                                | Zoltán Kelemen           | Romania       | 171,26 | 68,32 | 102,94 |
| 22                                | Jakiv Hodoroža           | Ucraina       | 158,88 | 57,09 | 101,79 |
| 23                                | Paul Bonifacio Parkinson | Italia        | 157,81 | 52,08 | 105,73 |
| 24                                | Viktor Romanenkov        | Estonia       | 153,66 | 55,43 | 98,23  |
| Eliminati dopo il programma corto |                          |               |        |       |        |
| 25                                | Sondre Oddvoll Bøe       | Norvegia      |        | 49,84 |        |
| 26                                | Marco Klepoch            | Slovacchia    |        | 49,48 |        |
| 27                                | Matthew Parr             | Gran Bretagna |        | 49,32 |        |
| 28                                | Manol Atanasov           | Bulgaria      |        | 49,07 |        |
| 29                                | Valtter Virtanen         | Finlandia     |        | 48,55 |        |
| 30                                | Kristóf Forgó            | Ungheria      |        | 47,91 |        |
| 31                                | Justus Strid             | Danimarca     |        | 47,05 |        |
| 32                                | Ali Demirboğa            | Turchia       |        | 46,56 |        |
| 33                                | Manuel Koll              | Austria       |        | 45,61 |        |
| 34                                | Ilya Solomin             | Svezia        |        | 44,73 |        |
| 35                                | Sarkis Hayrapetyan       | Armenia       |        | 42,90 |        |

### Singolo femminile
| Pos.                              | Nome                 | Nazione     | Totale | PC    | PL     |
| --------------------------------- | -------------------- | ----------- | ------ | ----- | ------ |
| Oro                               | Julija Lipnickaja    | Russia      | 209,72 | 69,97 | 139,75 |
| Argento                           | Adelina Sotnikova    | Russia      | 202,36 | 70,73 | 131,63 |
| Bronzo                            | Carolina Kostner     | Italia      | 191,39 | 68,97 | 122,42 |
| 4                                 | Alëna Leonova        | Russia      | 178,15 | 64,09 | 114,06 |
| 5                                 | Maé Bérénice Méité   | Francia     | 173,37 | 58,64 | 114,73 |
| 6                                 | Valentina Marchei    | Italia      | 165,25 | 57,38 | 107,87 |
| 7                                 | Jelena Glebova       | Estonia     | 155,71 | 54,68 | 101,03 |
| 8                                 | Nathalie Weinzierl   | Germania    | 151,88 | 53,02 | 98,86  |
| 9                                 | Joshi Helgesson      | Svezia      | 146,45 | 54,25 | 92,20  |
| 10                                | Elene Gedevanishvili | Georgia     | 141,82 | 54,78 | 87,04  |
| 11                                | Roberta Rodeghiero   | Italia      | 141,25 | 48,52 | 92,73  |
| 12                                | Juulia Turkkila      | Finlandia   | 140,31 | 50,42 | 89,89  |
| 13                                | Laurine Lecavelier   | Francia     | 139,42 | 49,12 | 90,30  |
| 14                                | Viktoria Helgesson   | Svezia      | 138,73 | 52,55 | 86,18  |
| 15                                | Eliška Březinová     | Rep. Ceca   | 130,35 | 47,10 | 83,25  |
| 16                                | Isabelle Olsson      | Svezia      | 129,39 | 43,97 | 85,42  |
| 17                                | Nicole Rajičová      | Slovacchia  | 128,25 | 49,00 | 79,25  |
| 18                                | Inga Janulevičiūtė   | Lituania    | 126,20 | 44,24 | 81,96  |
| 19                                | Anne Line Gjersem    | Norvegia    | 125,58 | 46,63 | 78,95  |
| 20                                | Kaat Van Daele       | Belgio      | 123,05 | 46,18 | 76,87  |
| 21                                | Agata Kryger         | Polonia     | 119,52 | 43,59 | 75,93  |
| 22                                | Marta García         | Spagna      | 118,11 | 44,61 | 73,50  |
| 23                                | Natalija Popova      | Ucraina     | 112,26 | 47,01 | 65,25  |
| 24                                | Jenna McCorkell      | Regno Unito | 110,19 | 39,59 | 70,60  |
| Eliminate dopo il programma corto |                      |             |        |       |        |
| 25                                | Janina Makeenka      | Bielorussia |        | 39,44 |        |
| 26                                | Tanja Odermatt       | Svizzera    |        | 39,42 |        |
| 27                                | Daša Grm             | Slovenia    |        | 38,52 |        |
| 28                                | Sonia Lafuente       | Spagna      |        | 38,43 |        |
| 29                                | Anita Madsen         | Danimarca   |        | 38,42 |        |
| 30                                | Ieva Gaile           | Lettonia    |        | 37,83 |        |
| 31                                | Kerstin Frank        | Austria     |        | 37,44 |        |
| 32                                | Michelle Couwenberg  | Paesi Bassi |        | 36,72 |        |
| 33                                | Fleur Maxwell        | Lussemburgo |        | 36,48 |        |
| 34                                | Sarah Hecken         | Germania    |        | 35,20 |        |
| 35                                | Danielle Montalbano  | Israele     |        | 33,87 |        |
| 36                                | Anna Afonkina        | Bulgaria    |        | 31,15 |        |
| 37                                | Sıla Saygı           | Turchia     |        | 25,88 |        |

### Coppie
| Pos.                              | Nome                                     | Nazione       | Totale | PC    | PL     |
| --------------------------------- | ---------------------------------------- | ------------- | ------ | ----- | ------ |
| Oro                               | Tat'jana Volosožar / Maksim Tran'kov     | Russia        | 220,38 | 83,98 | 136,40 |
| Argento                           | Ksenija Stol'bova / Fëdor Klimov         | Russia        | 207,98 | 70,90 | 137,08 |
| Bronzo                            | Vera Bazarova / Jurij Larionov           | Russia        | 201,61 | 71,70 | 129,91 |
| 4                                 | Stefania Berton / Ondřej Hotárek         | Italia        | 195,61 | 69,22 | 126,39 |
| 5                                 | Vanessa James / Morgan Ciprès            | Francia       | 185,48 | 63,23 | 122,25 |
| 6                                 | Maylin Wende / Daniel Wende              | Germania      | 168,32 | 55,19 | 113,13 |
| 7                                 | Andrea Davidovich / Evgeni Krasnopolski  | Israele       | 163,93 | 55,32 | 108,61 |
| 8                                 | Nicole Della Monica / Matteo Guarise     | Italia        | 154,55 | 53,65 | 100,90 |
| 9                                 | Mari Vartmann / Aaron Van Cleave         | Germania      | 153,21 | 52,40 | 100,81 |
| 10                                | Natalja Zabijako / Aleksandr Zaboev      | Estonia       | 149,82 | 50,12 | 99,70  |
| 11                                | Dar'ja Popova / Bruno Massot             | Francia       | 149,36 | 52,36 | 97,00  |
| 12                                | Miriam Ziegler / Severin Kiefer          | Austria       | 135,05 | 44,79 | 90,26  |
| 13                                | Stacey Kemp / David King                 | Gran Bretagna | 130,98 | 43,98 | 87,00  |
| 14                                | Maryja Paljakova / Mikita Bačkoŭ         | Bielorussia   | 130,46 | 48,18 | 82,28  |
| 15                                | Amani Fancy / Christopher Boyadji        | Gran Bretagna | 127,76 | 47,79 | 79,97  |
| Rit.                              | Aliona Savchenko / Robin Szolkowy        | Germania      |        | 76,76 |        |
| Eliminati dopo il programma corto |                                          |               |        |       |        |
| 17                                | Alessandra Cernuschi / Filippo Ambrosini | Italia        |        | 40,29 |        |
| 18                                | Elizabeta Makarova / Leri Kenchadze      | Bulgaria      |        | 39,94 |        |
| 19                                | Julija Lavrent'jeva / Juri Rudyk         | Ucraina       |        | 37,96 |        |
| 20                                | Veronika Grigor'eva / Aritz Maestu       | Spagna        |        | 34,97 |        |

### Danza su ghiaccio
| Pos.                              | Nome                                         | Nazione       | Totale | PC | PL |
| --------------------------------- | -------------------------------------------- | ------------- | ------ | -- | -- |
| Oro                               | Anna Cappellini / Luca Lanotte               | Italia        | 171,61 |    |    |
| Argento                           | Elena Il'inych / Nikita Kacalapov            | Russia        | 170,51 |    |    |
| Bronzo                            | Penny Coomes / Nicholas Buckland             | Gran Bretagna | 158,69 |    |    |
| 4                                 | Viktorija Sinicina / Ruslan Žiganšin         | Russia        | 153,73 |    |    |
| 5                                 | Ekaterina Rjazanova /Il'ja Tkačenko          | Russia        | 150,44 |    |    |
| 6                                 | Julija Zlobina / Aleksej Sitnikov            | Azerbaigian   | 147,78 |    |    |
| 7                                 | Nelli Žiganšina / Alexander Gazsi            | Germania      | 145,37 |    |    |
| 8                                 | Charlène Guignard / Marco Fabbri             | Italia        | 144,40 |    |    |
| 9                                 | Isabella Tobias / Deividas Stagniūnas        | Lituania      | 142,31 |    |    |
| 10                                | Sara Hurtado / Adrià Díaz                    | Spagna        | 137,58 |    |    |
| 11                                | Tanja Kolbe / Stefano Caruso                 | Germania      | 137,46 |    |    |
| 12                                | Federica Testa / Lukáš Csölley               | Slovacchia    | 136,63 |    |    |
| 13                                | Pernelle Carron / Lloyd Jones                | Francia       | 135,29 |    |    |
| 14                                | Irina Štork / Taavi Rand                     | Estonia       | 131,66 |    |    |
| 15                                | Gabriella Papadakis / Guillaume Cizeron      | Francia       | 131,57 |    |    |
| 16                                | Justyna Plutowska / Peter Gerber             | Polonia       | 128,08 |    |    |
| 17                                | Alisa Agafonova / Alper Uçar                 | Turchia       | 127,96 |    |    |
| 18                                | Laurence Fournier Beaudry / Nikolaj Sørensen | Turchia       | 127,51 |    |    |
| 19                                | Lorenza Alessandrini / Simone Vaturi         | Italia        | 121,65 |    |    |
| 20                                | Henna Lindholm / Ossi Kanervo                | Finlandia     | 121,09 |    |    |
| Eliminati dopo il programma corto |                                              |               |        |    |    |
| 21                                | Dóra Turóczi / Balázs Major                  | Ungheria      |        |    |    |
| 22                                | Ramona Elsener / Florian Roost               | Svizzera      |        |    |    |
| 23                                | Siobhan Heekin-Canedy / Dmytro Dun'          | Ucraina       |        |    |    |
| 24                                | Allison Reed / Vasili Rogov                  | Israele       |        |    |    |
| 25                                | Barbora Silná / Juri Kurakin                 | Austria       |        |    |    |
| 26                                | Lucie Myslivečková / Neil Brown              | Rep. Ceca     |        |    |    |
| 27                                | Angelina Telegina / Otar Japaridze           | Georgia       |        |    |    |
| 28                                | Viktoryja Kavalëva / Juryj Bjaljaeŭ          | Bielorussia   |        |    |    |
| 29                                | Carter Marie Jones / Richard Sharpe          | Gran Bretagna |        |    |    |